# Recherche- und Informationsstelle Antisemitismus
Eine Recherche- und Informationsstelle Antisemitismus (kurz RIAS) ist eine zivilgesellschaftliche Monitoringeinrichtung für antisemitische Handlungen. Sie dient insbesondere der Erfassung antisemitischer Vorfälle auch unterhalb der Strafbarkeitsschwelle.
Die im Januar 2015 gegründete Recherche- und Informationsstelle Antisemitismus Berlin (RIAS Berlin; ursprünglich ohne Namenszusatz Berlin) gilt als das deutschlandweit erste Projekt dieser Art und als Vorbild für ähnliche Projekte.
Nach dem Vorbild der RIAS Berlin hat sich im Oktober 2018 ein Verein mit dem Ziel einer bundesweiten Erfassung antisemitischer Vorfälle gegründet, der Bundesverband der Recherche- und Informationsstellen Antisemitismus e. V. (Bundesverband RIAS) mit Sitz in Berlin. Im April 2019 nahm die Recherche- und Informationsstelle Antisemitismus Bayern (RIAS Bayern) ihre Tätigkeit auf; weitere Recherche- und Informationsstellen folgten. Mit Stand Februar 2024 sind regionale Meldestellen aus elf deutschen Bundesländern (Bayern, Berlin, Hessen, Mecklenburg-Vorpommern, Niedersachsen, Nordrhein-Westfalen, Saarland, Sachsen, Sachsen-Anhalt, Schleswig-Holstein und Thüringen) Mitglied der Bundesarbeitsgemeinschaft des Bundesverbands.

## RIAS Berlin
Die Recherche- und Informationsstelle Antisemitismus Berlin (RIAS Berlin) wurde im Januar 2015 im Auftrag des Berliner Senats als ein Projekt des Berliner Vereins für Demokratische Kultur in Berlin – Initiative für urbane Demokratieentwicklung e. V. (VDK) gegründet und wird seither vom Land Berlin gefördert. Zusammen mit jüdischen und nicht-jüdischen Organisationen hat die Berliner Recherche- und Informationsstelle Antisemitismus ein berlinweites Netzwerk für die Meldung antisemitischer Vorfälle aufgebaut. Die Meldestelle gilt als das bundesweit erste Projekt seiner Art und als Vorbild für ähnliche Projekte.
Das eigenständig arbeitende Projekt beobachtet und dokumentiert antisemitische Entwicklungen in Berlin. Ziel ist es, auch solche Vorfälle zu erfassen, die nicht in die amtlichen Polizeistatistiken als antisemitische Straftaten einfließen. Hierfür wurde im Juli 2015 ein mehrsprachiges Online-Meldeportal unter www.report-antisemitism.de gestartet, das Berichte von Betroffenen und Zeugen sammelt, systematisiert und auswertet sowie öffentlich macht. RIAS vermittelt ferner Betroffene und Angehörige sowie Zeugen von Antisemitismus bei Bedarf an Beratungsstellen.

### Geschichte
Die Berliner Polizei verzeichnete knapp 200 antisemitische Straftaten im Jahr 2014. Die vielen alltäglichen Pöbeleien, Drohungen und Beleidigungen, die nicht in den strafbaren Bereich fallen, wurden in Berlin kaum dokumentiert. Daher hat der Berliner Senat den Verein für Demokratische Kultur in Berlin – Initiative für urbane Demokratieentwicklung e. V. (VDK) beauftragt, die Recherche- und Informationsstelle Antisemitismus zu gründen, um fortan antisemitische Entwicklungen in Berlin zu beobachten und zu dokumentieren. Im Jahr 2014 war die Arbeit bei der Beratungsstelle ReachOut des ARIBA e. V. angesiedelt, seit Januar 2015 arbeitet RIAS als eigenständiges Projekt. Am 20. Juli 2015 wurde das Online-Meldeportal unter www.report-antisemitism.de gestartet, das Berichte von Betroffenen und Zeugen sammelt, systematisiert und auswertet. Gemeinsam mit der Mobilen Beratung gegen Rechtsextremismus Berlin (MBR) war RIAS offizieller Partner der European Maccabi Games 2015. Seit September 2016 kooperiert RIAS mit dem mitgliederstärksten jüdischen Dachverband, der Zentralwohlfahrtsstelle der Juden in Deutschland (ZWST).

### Ziele
Erklärte Gründungsziele von RIAS sind die Entwicklung eines Meldesystems für antisemitische Vorfälle in Berlin und den Zugang zu bestehenden Beratungsangeboten für von Antisemitismus Betroffene zu erleichtern. Mit den gemeldeten Fällen soll nicht nur die Voraussetzung für detaillierte Einschätzungen und Lagebilder zu antisemitischen Ausdrucksformen in Berlin geschaffen werden, sondern auch ein stärkeres Engagement der demokratischen Zivilgesellschaft für das Thema erreicht werden.

### Kooperationen und Förderung
Kooperationspartner
Kooperationspartner für die Bearbeitung und Erfassung antisemitischer Vorfälle sind:
- Jüdisches Forum für Demokratie und gegen Antisemitismus (JFDA)
- ReachOut – Beratungsstelle für Opfer rechter, rassistischer und antisemitischer Gewalt in Berlin
- Mobile Beratung gegen Rechtsextremismus Berlin (MBR)
- Berliner Register – Register zur Erfassung rechtsextremer und diskriminierender Vorfälle in Berlin
- Kompetenzzentrum Prävention und Empowerment bei der Zentralwohlfahrtsstelle der Juden in Deutschland
- Verband der Beratungsstellen für Betroffene rechtsextremer, rassistischer und antisemitischer Gewalt (VBRG)

Weitere Kooperationspartner sind:
- Jüdische Gemeinde zu Berlin
- Amadeu Antonio Stiftung
- AJC Berlin Ramer Institute
- Informationsstelle Antisemitismus Kassel – Sara Nussbaum Zentrum für jüdisches Leben
- Koordinierungsstelle Stolpersteine Berlin
- Zentralrat der Juden in Deutschland (ZdJ)
- Community Security Trust (CST), Vereinigtes Königreich
- Internationales Institut für Bildung-, Sozial- und Antisemitismusforschung (IIBSA)
- Moses Mendelssohn Zentrum für europäisch-jüdische Studien der Universität Potsdam

Förderer
RIAS wird gefördert von:
- Senatsverwaltung für Justiz, Verbraucherschutz und Antidiskriminierung des Landes Berlin im Rahmen des Landesprogramms Demokratie. Vielfalt. Respekt. Gegen Rechtsextremismus, Rassismus und Antisemitismus.
- Landeshauptstadt München im Rahmen des Kommunalen Netzwerks gegen Rechtsextremismus, Rassismus, religiöse Radikalisierung und Gruppenbezogene Menschenfeindlichkeit
- Berliner Ratschlag für Demokratie – ein Bündnis bekannter Berliner Persönlichkeiten für mehr Demokratie, Vielfalt und Respekt, 2008 u. a. auf Initiative von Dagmar Reim, Klaus Staeck und Heidi Knake-Werner gegründet[6]
- Amadeu Antonio Stiftung

### Rezeption
RIAS findet bundesweit Beachtung und gilt als bundesweites Vorbild: Im Januar 2016 hat in Kassel das Sara Nussbaum Zentrum für Jüdisches Leben nach dem Vorbild von und in Kooperation mit RIAS die Informationsstelle Antisemitismus Kassel (ISAK) unter der Leitung von Martin Sehmisch gegründet. ISAK wurde Ende 2019 wieder geschlossen, nachdem die Hessische Landesregierung die Einrichtung auch vier Jahre nach ihrer Gründung nicht fördern wollte. Die oppositionelle SPD kritisierte die Hessische Landesregierung dafür und forderte eine finanzielle Unterstützung für die Tätigkeit von ISAK. Die CDU forderte 2017 für Hamburg die Einrichtung einer Meldestelle nach dem Vorbild der Berliner Recherche- und Informationsstelle Antisemitismus.
Die Vize-Präsidentin der Deutsch-Israelischen Gesellschaft, Maya Zehden, sagte 2016 zum einjährigen Jubiläum der Online-Meldestelle: „Fromme Juden verbergen ihre Kippa in der Öffentlichkeit lieber unter anderen Kopfbedeckungen. Denn wenn unvermittelt verbale Angriffe kommen, wird die Kippa schon mal als jüdische ‚Provokation‘ ausgelegt. Der Angriff wird legitimiert als Meinungsäußerung. Die Arbeit von RIAS macht klar, wo Antisemitismus beginnt. Wir Juden in Deutschland können uns nur in diesem Land sicher fühlen, so lange diese Form der Aufklärung stattfindet und Antisemitismus von Zivilgesellschaft und Institutionen aktiv bekämpft wird.“
Stimmen aus der Berliner Landespolitik zu RIAS
Der Berliner Senator für Justiz, Verbraucherschutz und Antidiskriminierung, Dirk Behrendt, lobte 2017 RIAS: „Zum Kampf gegen Antisemitismus gehört es zunächst, diesen zu erkennen und zu erfassen. RIAS bringt Licht in einen Dunkelbereich antisemitischen Alltags in Deutschland und zeigt, wie wichtig eine unabhängige, zivilgesellschaftliche Beobachtung antisemitischer Vorfälle ist. Das Projekt leistet damit einen Beitrag zum Kampf gegen Antisemitismus und gilt deshalb auch bundesweit als Vorbild.“
Anja Schillhaneck, Vizepräsidentin des Abgeordnetenhauses, über das Projekt: „Die Arbeit von RIAS ist sehr wertvoll für die Bekämpfung des Antisemitismus. Durch das niedrigschwellige Angebot an Betroffene richtet RIAS ihren Blick auch auf Vorfälle, die entweder nicht bei der Polizei angezeigt werden oder nicht strafrechtlich relevant sind. Das hilft, um das tatsächliche Ausmaß des Antisemitismus in dieser Stadt besser abbilden und analysieren zu können. Nur wenn wir als politische Entscheidungsträger genau wissen, womit wir es zu tun haben, ist eine effektive und zielgerichtete Bekämpfung dieser gefährlichen Ideologie möglich.“
Dilek Kolat sagte als Berliner Senatorin für Arbeit, Integration und Frauen sowie Stellvertreterin des Regierenden Bürgermeisters: „Je mehr wir über antisemitische Vorfälle wissen, desto besser können wir dagegen vorgehen. Deshalb ist die Arbeit von RIAS so wichtig. Die Meldestelle trägt dazu bei, das Dunkelfeld aufzuhellen, hilft Betroffenen und unterstützt die Arbeit der Polizei. Ich wünsche mir, dass das zivilgesellschaftliche Engagement von RIAS in Berlin und darüber hinaus Schule macht.“

### Publikationen
RIAS Berlin gibt halbjährlich einen Bericht Antisemitische Vorfälle in Berlin, eine Auswertung der Zahlen in Kontexten einschließlich Vergleich der RIAS-Statistiken mit den amtlichen Statistiken zu politisch motivierter Kriminalität sowie eine Auswertung des Qudstag-Marsches heraus.
2015 wurde in erster Auflage die Broschüre „Wir stehen alleine da.“ – #EveryDayAntisemitism sichtbar machen und Solidarität stärken (52 Seiten) veröffentlicht.
Ende August 2018 veröffentlichte RIAS als Recherche- und Informationsstelle Antisemitismus – bundesweite Koordination die Studie Problembeschreibung: Antisemitismus in Bayern für den Untersuchungszeitraum 2014–2016.

## Bundesverband RIAS
In Berlin wurde Ende Oktober 2018 nach dem Vorbild der Berliner RIAS der Verein Bundesverband der Recherche- und Informationsstellen Antisemitismus e. V. mit Sitz in Berlin zur bundesweiten Koordinierung von Meldestellen judenfeindlicher Vorfälle gegründet. Ziel des neuen Bundesverbandes RIAS ist die Sicherstellung einer bundeseinheitlichen und zivilgesellschaftlichen Erfassung von antisemitischen Vorfällen. Die Dunkelziffer, die es derzeit noch gibt, soll verkleinert werden und Tätergruppen genauer erfasst werden. Der Beauftragte der Bundesregierung für jüdisches Leben in Deutschland und den Kampf gegen Antisemitismus, Felix Klein, ist Schirmherr des Bundesverbands. Der RIAS-Bundesverband wird seit der Gründung mit Mitteln des Antisemitismus-Beauftragten gefördert, ferner mit Mitteln aus dem Bundesprogramm Demokratie leben des Bundesministeriums für Familie, Senioren, Frauen und Jugend. Der Projektleiter der RIAS Berlin, Benjamin Steinitz, wurde Geschäftsführer und Vorstandsmitglied des Bundesverbands.
Seit Februar 2019 können bundesweit antisemitische Vorfälle beim Bundesverband gemeldet werden. Für das Jahr 2019 wurden insgesamt 1253 antisemitische Vorfälle gemeldet, davon 881 Fälle für Berlin, 138 für Brandenburg, 178 für Bayern und 56 für Schleswig-Holstein; für das restliche Bundesgebiet sind 200 Fälle gemeldet worden. Der Unterschied bei den gemeldeten Fällen ist vor allem damit zu begründen, dass die Meldestelle RIAS in Berlin schon länger existiert, während es in einigen Bundesländern 2019 noch keine eigenständige Meldestelle gab.
Der Bundesverband der Recherche- und Informationsstelle Antisemitismus dokumentierte nach dem Terrorangriff der Hamas auf Israel 2023 einen deutlichen Anstieg von antisemitischen Vorfällen in Deutschland, zudem wurde die Bedrohungslage für Jüdinnen und Juden deutlich verschärft. Im Rahmen des vermehrten israelbezogenen Antisemitismus wurde die Schuld an den Massakern der Hamas zurückgewiesen und Israelis dämonisiert. Unter anderem wurden auch Häuser mit Davidsternen markiert, was an die nationalsozialistische Zeit erinnerte. In einem Statement warnte der Zentralrat der Juden in Deutschland: „Unsere Herzen sind mit den Menschen in Israel, die vom grausamen Terror der Hamas betroffen sind. Die Vernichtungsideologie der Organisation richtet sich aber nicht nur gegen Israel, sondern gegen alles Jüdische.“ Am 28. November 2023 veröffentlichte der Bundesverband eine Liste von 994 judenfeindlichen Vorfällen im Zeitraum 7. Oktober bis 9. November 2023. Dies waren durchschnittlich 29 Vorfälle pro Tag – etwa viermal mehr als im Jahresdurchschnitt 2022.
Stand Februar 2024 sind regionale Meldestellen aus elf Bundesländern Mitglied der Bundesarbeitsgemeinschaft des RIAS-Bundesverbands.
Am 14. März 2024 veröffentlichte der Bundesverband einen Bericht zu antisemitischen Vorfällen, die in Zusammenhang mit der BDS-Kampagne stehen. Dafür wertete RIAS zwischen 2015 und 2022 dokumentierte, antisemitische Vorfälle aus, die einen unmittelbaren BDS-Bezug aufweisen.
Der Bundesverband RIAS meldete im Juni 2025, die Anzahl antisemitischen Vorfälle 2024 sei im Vergleich zum Vorjahr um 77 % angestiegen, von 4886 auf 8627.

### Kritik
In einem Kommentar unter dem Titel Attacken auf jüdische Menschen sind keine „Kritik an Israel“ im Juni 2025 in der Süddeutschen Zeitung schrieb Ronen Steinke über die zunehmenden Übergriffe auf Jüdinnen und Juden besonders auch in Deutschland. Er kritisierte, dass RIAS mit einem „äußerst weiten Verständnis von Antisemitismus operiere“. So sei schon die Mahnung des jüdischen Historikers Moshe Zimmermann in einer am Holocaust-Gedenktag gehaltenen Rede, dass „Nie wieder“ als Appell heute für alle weltweit und auch für Israel gelte, von RIAS als vermeintliches Beispiel für „Erinnerungsabwehr und Antisemitismus“ befunden worden. Mit solchen Überzeichnungen, auch wenn sie sicher nicht die Mehrheit der Fälle ausmachten, sei niemandem geholfen. Aber es gebe „erdrückend oft“ auch die klaren Fälle, von denen der „allzu laxe[..] Gebrauch [..] des Etiketts Antisemitismus“ ablenke. Es sei „eindeutig antisemitisch, wenn jemand Jüdinnen und Juden in Deutschland, Frankreich oder der Ukraine für die Politik des Staates Israel verantwortlich macht“.
Die Organisation Diaspora Alliance veröffentlichte Ende Mai 2025 einen Bericht des israelischen Journalisten Itay Mashiach, in dem RIAS neben einer intransparenten Arbeitsweise vorgeworfen wird, viele antisemitischen Vorfälle zu überdramatisieren und den Begriff „israelbezogener Antisemitismus“ zu weit auszulegen. So sei in Wajdi Mouawads Theaterstück Vögel die Aussage eines israelischen Politikers, dass „Mörder, die unsere Nation angegriffen haben“, „auszurotten“ seien, als antisemitisch klassifiziert worden, weil sie Israel als „unmenschlich“ darstelle. Mashiach wies in seinem Bericht darauf hin, dass sich Politiker in Israel tatsächlich so äußern und meinte gegenüber der Frankfurter Rundschau, RIAS bediene die Interessen der israelischen Rechten. RIAS widersprach den Vorwürfen in einem Interview mit der taz. Laut Jüdische Allgemeine erklärte RIAS, dass die Recherche der Diaspora Alliance „zahlreiche falsche Tatsachenbehauptungen, Auslassungen und nicht belegbare Vorwürfe, die unsere Arbeitsweisen inhaltlich und methodisch stark verzerrt darstellen“ enthalte. Die Meldestelle kündigte eine eigene wissenschaftliche Auseinandersetzung mit der Recherche der Diaspora Alliance an. (Stand: Juni 2025)

## Weitere landesweite Stellen

### RIAS Bayern
Am 1. April 2019 nahm die vom Bayerischen Staatsministerium für Familie, Arbeit und Soziales geförderte Recherche- und Informationsstelle Antisemitismus Bayern (RIAS Bayern) ihre Tätigkeit auf. Sie nimmt Meldungen über antisemitische Vorfälle in Bayern auf und unterstützt von Antisemitismus Betroffene. Für das Jahr 2019 ist sie beim Bayerischen Jugendring (BJR) angesiedelt. RIAS Bayern arbeitet eng mit dem Bundesverband RIAS zusammen.
Im Juni 2019 publizierte RIAS Bayern den ersten Bericht zu antisemitischen Vorfällen in Bayern. Ausgewählte Vorfälle werden über die Facebook-Seite veröffentlicht. Laut dem am 23. April 2020 veröffentlichten Jahresbericht hat es 2019 in Bayern 178 dokumentierte antisemitische Vorfälle gegeben, darunter eine antisemitisch motivierte Körperverletzung, neun Angriffe, elf gezielte Sachbeschädigungen, acht Bedrohungen, 28 Massenzuschriften und 121 Fälle in der Kategorie verletzendes Verhalten. In letztere fielen etwa 14 Versammlungen, 35 Fälle im Rahmen einer Auseinandersetzung von Angesicht zu Angesicht sowie 33 Fälle öffentlich präsentierter antisemitischer Botschaften.
Im Juli 2020 meldete RIAS, dass die Zahl antisemitischer Taten in Bayern im Vergleich zum Vorjahr um etwa 40 Prozent gestiegen sei. Im ersten Halbjahr 2020 wurden 116 Vorfälle gemeldet, im Vorjahr waren es im selben Zeitraum 83. Unter den Fällen seien verbale Auseinandersetzungen, zehn Sachbeschädigungen und fünf Bedrohungen. Die Leiterin von RIAS Bayern Annette Seidel-Arpacı stellte insbesondere „eine Zunahme des Antisemitismus aus dem verschwörungsideologischen Spektrum“ fest. Fast die Hälfte der Vorfälle stehe in Zusammenhang mit dem neuen Coronavirus und diesbezüglichen Verschwörungstheorien. Auf mindestens acht Veranstaltungen hätten Gegner der Anti-Corona-Maßnahmen Judensterne getragen, womit die Verfolgung von Juden im Nationalsozialismus verharmlost werde. RIAS registrierte in Bayern 37 derartige Veranstaltungen, bei denen es zu antisemitischen Vorfällen gekommen sein soll. Von „Corona-Rebellen“ würden Chiffren wie „New World Order“, „Zionisten“ oder „Rothschilds“ verbreitet, gemeint seien damit „die Juden“.

### RIAS Brandenburg (2019–2021)
Die Recherche- und Informationsstelle Antisemitismus Brandenburg (RIAS Brandenburg) war ein Projekt der ab 1. Mai 2019 beim Moses Mendelssohn Zentrum für europäisch-jüdische Studien angesiedelten Fachstelle Antisemitismus Brandenburg und wurde durch das Handlungskonzept Tolerantes Brandenburg der Landesregierung Brandenburg gefördert. Für 2019 und 2020 wurde jeweils ein Bericht über antisemitische Vorfälle im Land Brandenburg herausgegeben.
Seit 1. Januar 2022 befindet sich die Fachstelle Antisemitismus Brandenburg (FAB) in Trägerschaft der Kreuzberger Initiative gegen Antisemitismus KIgA e. V. Die Meldestelle wird nicht als RIAS Brandenburg und nicht als Mitglied der Bundesarbeitsgemeinschaft des RIAS-Bundesverbands fortgeführt, sondern ein eigenständiges Monitoring durchgeführt.

### RIAS Hessen
Die Recherche- und Informationsstelle Antisemitismus Hessen (RIAS Hessen) dokumentiert seit Frühjahr 2022 antisemitische Vorfälle in Hessen. Sie befindet sich in Trägerschaft des Demokratiezentrums Hessen an der Philipps-Universität Marburg und wird finanziert durch das Bundesprogramm Demokratie leben sowie durch das Landesprogramm Hessen – aktiv für Demokratie und gegen Extremismus. RIAS Hessen richtet sich in seiner Arbeitsweise nach den Prinzipien des Bundesverbandes und ist zudem dezidiert auch in Bildung, Wissenschaft und Forschung, basierend auf einem breiten Netzwerk, aktiv.
Im Februar 2023 veröffentlichte RIAS Hessen eine ausführliche Dokumentation zu den antisemitischen Vorkommnissen bei der documenta fifteen.

### DIA.MV
Die Dokumentations- und Informationsstelle Antisemitismus Mecklenburg-Vorpommern (DIA.MV) wurde im Juni 2021 in Trägerschaft des LOBBI e. V. gegründet, um antisemitische Vorfälle und die Verbreitung antisemitischer Einstellungen im Bundesland Mecklenburg-Vorpommern sichtbar zu machen. Sie ist Mitglied der Bundesarbeitsgemeinschaft des RIAS-Bundesverbands.

### RIAS Niedersachsen
Die im Jahr 2020 gegründete Recherche- und Informationsstelle Antisemitismus Niedersachsen (RIAS Niedersachsen) befindet sich in Trägerschaft der Amadeu Antonio Stiftung und wird vom Land Niedersachsen, der Landeshauptstadt Hannover, dem Landespräventionsrat Niedersachsen, dem Landes-Demokratiezentrum Niedersachsen sowie dem Bundesministerium für Familie, Senioren, Frauen und Jugend im Rahmen des Bundesprogrammes Demokratie leben gefördert. Im Jahr 2022 registrierte RIAS insgesamt 100 antisemitische Vorfälle in Niedersachsen.

### RIAS NRW
Im April 2022 wurde die Recherche- und Informationsstelle Antisemitismus Nordrhein-Westfalen (RIAS NRW) mit Sitz in Düsseldorf ins Leben gerufen. Die Initiative ging von der Landesregierung aus, die auch die Förderung übernimmt. Die Trägerschaft hatte übergangsweise der Landesverband der Jüdischen Gemeinden von Nordrhein, bis der neu gegründete Verein für Aufklärung und demokratische Bildung e. V. sie geplant zum 1. Juli 2022 übernehmen konnte. Es wird mit einer Anlaufzeit von fünf Jahren für die Meldestelle gerechnet.

### RIAS Saarland
Seit Januar 2021 arbeitet die Recherche- und Informationsstelle Antisemitismus Saarland (RIAS Saarland) in Trägerschaft des Adolf-Bender-Zentrum in Zusammenarbeit mit dem Beauftragten für jüdisches Leben im Saarland und der Synagogengemeinde Saar. Weiterhin wird RIAS Saarland durch das saarländischen Ministerium für Soziales, Gesundheit, Frauen und Familie gefördert.

### RIAS Sachsen
Nach einem öffentlichen Vergabeverfahren durch das Sächsische Kultusministerium im September 2021 hat der Verein OFEK e. V. – Beratungsstelle bei antisemitischer Gewalt und Diskriminierung den Auftrag für die Einrichtung und Trägerschaft der Meldestelle Antisemitismus RIAS Sachsen mit Sitz in Dresden erhalten. Die Arbeit wurde im Jahr 2022 aufgenommen.

### RIAS Sachsen-Anhalt
Die Meldestelle Antisemitismus Sachsen-Anhalt (RIAS Sachsen-Anhalt) unter Trägerschaft des Vereins OFEK e. V. ab 1. Februar 2022 aufgebaut und nahm ihre volle Tätigkeit im Juli 2022 auf. Sie wird vom Land Sachsen-Anhalt gefördert.

### LIDA Schleswig-Holstein
Die im September 2018 gegründete Landesweite Informations- und Dokumentationsstelle Antisemitismus (LIDA-SH) in Schleswig-Holstein ist eine unabhängige Meldestelle für Antisemitismus und Mitglied der Bundesarbeitsgemeinschaft des Bundesverbands der Recherche- und Informationsstellen Antisemitismus. Sie nahm ihre Arbeit am 1. Januar 2019 auf.

### RIAS Thüringen
Die Recherche- und Informationsstelle Antisemitismus Thüringen (RIAS Thüringen) hat im September 2020 die Arbeit aufgenommen. Das Projekt ist in Trägerschaft der Amadeu Antonio Stiftung, wird vom Land Thüringen gefördert und ist beim von der Amadeu Antonio Stiftung getragenen Institut für Demokratie und Zivilgesellschaft in Jena angesiedelt. Weiterhin steht das Projekt in Kooperation mit der Jüdischen Landesgemeinde Thüringen, der Mobilen Beratung in Thüringen, der Beratung für Betroffene rechter, rassistischer und antisemitischer Gewalt in Thüringen sowie der Beratungsstellen bei antisemitischer Gewalt und Diskriminierung.